# 普咩乡
普咩乡，是中华人民共和国四川省凉山彝族自治州会东县曾经下辖的一个乡。

## 行政区划
普咩乡撤销前下辖以下地区：
大田坝村、下村村、老君洞村、炭山村和中坪子村。